# Роси (Ајова)
Роси (енгл. Rossie) град је у америчкој савезној држави Ајова. По попису становништва из 2010. у њему је живело 70 становника.

## Демографија
Према попису становништва из 2010. у граду је живело 70 становника, што је 12 (20,7%) становника више него 2000. године.
| Група             | 2000.       | 2010.      |
| Белци             | 58 (100.0%) | 66 (94,3%) |
| Афроамериканци    | 0 (0,0%)    | 0 (0,0%)   |
| Азијати           | 0 (0,0%)    | 0 (0,0%)   |
| Хиспаноамериканци | 0 (0,0%)    | 4 (5,7%)   |
| Укупно            | 58          | 70         |